# Miklya Anna
Miklya Anna (Békéscsaba, 1987. szeptember 27. –) magyar író, költő, forgatókönyvíró.

## Élete
16 éves kora óta folyamatosan ír verset és prózát. 2004-ben és 2005-ben díjakat nyert a sárvári Diákköltők és Írók Országos Találkozóján. 2007 óta publikál verset, prózát és kritikákat.

## Publikációk és könyvek

### Regények
- Eloldozás (2010, Jelenkor Kiadó)
- A hivatásos (2011, Jelenkor Kiadó)
- Eső (2012, Jelenkor Kiadó)
- Dühös Nemzedék (2013, Libri Kiadó, ifjúsági regény)

### Egyéb kiadványok
- Quimby (2013, Bookline Kiadó, Dömötör Endrével közösen)

### Forgatókönyvírói tevékenység
2017 óta forgatókönyvíró. Sorozatok:
- Barátok közt
- Jóban-rosszban
- A tanár
- Futni mentem (2024), Divinyi Rékával közösen, rendezte Herendi Gábor

## Elismerések
- 2013: NKA alkotói ösztöndíj
- 2022: Móricz Zsigmond irodalmi ösztöndíj

## Irodalmi tevékenység
2007 óta publikál verseket és prózát irodalmi lapokban, mint a Parnasszus, Holmi, Népszabadság, Élet és Irodalom, Mozgó Világ, Csillagszálló, Bárka, Jelenkor, Helikon, Vörös Postakocsi. Rendszeresen ír kritikákat és tárcákat kulturális platformokon. A konyves.blog.hu egyik alapító tagja.

## Tagságok
- 2009 óta: JAK-tag
- 2013 óta: Szépírók Társasága tag